# Ibrahim Michael Ibrahim
Ibrahim Michael Ibrahim BS (ur. 22 marca 1962 w Dżinsnaja) – libański duchowny melchicki w latach 2003–2021 biskup Montrealu, arcybiskup Zahli i Al-Furzul od 2021.

## Życiorys
Święcenia kapłańskie przyjął 18 lipca 1987 w zakonie bazylianów melkickich. Po studiach w Rzymie został proboszczem melchickiej parafii w Cleveland, zaś w 1994 otrzymał nominację na wikariusza biskupiego eparchii Newton dla regionu centralno-zachodniego. W 2000 został przełożonym amerykańskiej prowincji bazylianów melkickich.
18 czerwca 2003 został mianowany biskupem Montrealu. Chirotonię otrzymał 17 sierpnia 2003.
23 czerwca 2021 został wybrany arcybiskupem Zahli i Al-Furzul, papież zatwierdził wybór trzy dni później.